# Directe
Pour les articles ayant des titres homophones, voir Direct et DIRECCTE.
Directe est un terme médiéval désignant un ensemble de tenures relevant directement d'un seigneur. Ce terme est proche de celui de domaine éminent.